# NGC 1658
NGC 1658 è una galassia a spirale situata nella costellazione del Bulino, a una distanza di circa 250 milioni di anni luce dalla nostra Via Lattea.

## Scoperta
La galassia è stata scoperta il 1 dicembre 1837 dall'astronomo britannico John Herschel.

## Descrizione
NGC 1658 ha una classe di luminosità II-III.